# Geniates cornutus
Geniates cornutus är en skalbaggsart som beskrevs av Hermann Burmeister 1844. Geniates cornutus ingår i släktet Geniates och familjen Rutelidae. Inga underarter finns listade i Catalogue of Life.